# Полоцкая агломерация
Полоцкая агломерация (Полоцк—Новополоцк) — бицентричная городская агломерация, скопление населённых пунктов в Витебской области Белоруссии. Крупнейший город — Новополоцк, центр агломерации — город Полоцк. Население — около 200 тыс. чел. (2015 год). Площадь агломерации — около 800 км².
Администрация агломерации отсутствует, города имеют собственное управление.

## Состав
- города (~190 тыс. чел.):
  - Новополоцк (102 тыс. чел.,ядро промышленности, крупнейший по населению и площади город, город областного подчинения)
  - Полоцк (85 тыс. чел., ядро агломерации, второй по населению и площади город, город районного подчинения)

- пгт, посёлки и сёла (~12 тыс. чел.)
  - Бараново
  - Бельчица
  - Богатырская
  - Боровуха
  - Веснянка
  - Глинище
  - Козьянки
  - Коллективная
  - Коптево
  - Кстовка
  - Ксты
  - Междуречье
  - Охотница
  - Подвинье
  - Ропно
  - Секеровщина
  - Солоники
  - Струнье
  - Черемушкино
  - Чернещино
  - Черноручье
  - Экимань
  - Южная

## Экономическая специализация
Химическая и нефтеперерабатывающая промышленность, пищевая промышленность, приборостроение, деревообработка, промышленность строительных материалов, трубопроводный транспорт. Удельный вес Полоцкой агломерации в объёмах производства Витебской области составляет более 80 %.

### Промышленность
Полоцкая агломерация — крупнейший промышленный узел Витебщины, в котором сосредоточены мощные предприятия нефтеперерабатывающей, химической и пищевой промышленности. В Новополоцке расположен один из двух белорусских нефтеперерабатывающих заводов.

## Интересное
- Полоцкий государственный университет — единственное высшее учебное заведение в Белоруссии, факультеты которого расположены в разных городах.
- Объёмы выбросов загрязняющих веществ в атмосферный воздух от стационарных источников в Новополоцке в 2015 году составили 57,6 тыс. тонн, в следующем за ним по этому показателю Минске 20,3 тыс. тонн; объём выбросов загрязняющих веществ в атмосферный воздух от стационарных источников в Новополоцке самый большой изо всех городов, по которым органы статистики Белоруссии публикуют данные. В пересчёте на одного жителя объём выбросов загрязняющих веществ в атмосферный воздух от стационарных источников в Новополоцке также самый большой и составляет 562 кг на одного человека, в следующим за ним Жлобине — 102 кг на человека; в соседнем Полоцке этот показатель 25 кг на человека, а в Минске всего 10 кг на человека[1].